# Йоргос Гунаропулос
Йоргос Гунаропулос (на гръцки: Γιώργος Γουναρόπουλος) е гръцки художник.

## Биография
Гунаропулос е роден в 1889 година в Созопол и е четвъртото, последно дете в семейството на Илияс и Анна Гунаропулос. В 1904 година емигрира със семейството си в Гърция. Живеят в Атина, Салти, Ксанти и Солун. В 1906 година се установяват окончателно в Атина. Гунаропулос полага изпити и влиза да учи в Атинското училище за изящни изкуства.
Със стипендия, получена от фондация „Авероф“, той продължава обучението си в Париж, където отбелязва първите си успехи. Окончателно се завръща в Атина през 1931 година, където до смъртта му са организирани единадесет негови самостоятелни изложби.
В 1975 година Националната художествена галерия го награждава за огромния му принос към изкуството, а Йоргос Гунаропулос от своя страна им се отблагодарява като им подарява 15 свои платна.
Умира в Атина на 17 август 1977 година.
През февруари 1978 година в дома студио на художника отваря врати музеят „Йоргос Гунаропулос“.

## Гунаропулос в Созопол
На 3 юни 2023 година в Стария град на Созопол е открит паметник на Йоргос Гунаропулос с автор Митко Гълъбов, а в общинската Художествената галерия е открита постоянна експозиция с произведения на художника, дарени от неговите внучки - Мария и Деспина Гунаропулу. На 28 август в Созопол се състои премиерата на документалния филм „Йоргос Гунаропулос от Созопол“ (IMDB) на Елисавета Станчева и Ясен Харалампиев, заснет с участието на наследниците на художника и жители на родния му град.    